# 樂善寺
25°02′50″N 121°22′53″E / 25.047128°N 121.381456°E
樂善寺，是位於臺灣桃園市龜山區樂善里的觀音寺。

## 建立
此寺前身為大坪頂大眾廟，道光二年（1822年）由先民蔡延源發起整修。
道光十七年（1837年），首任廟祝鄧日暖迎請安溪縣的一尊觀音菩薩坐鎮，更名「樂善寺」。為感念先賢張克隆、蔡延源及開山廟祝鄧日暖三人，因此寺方供奉其祿位。寺方也祭祀玉皇大帝。

## 廟地

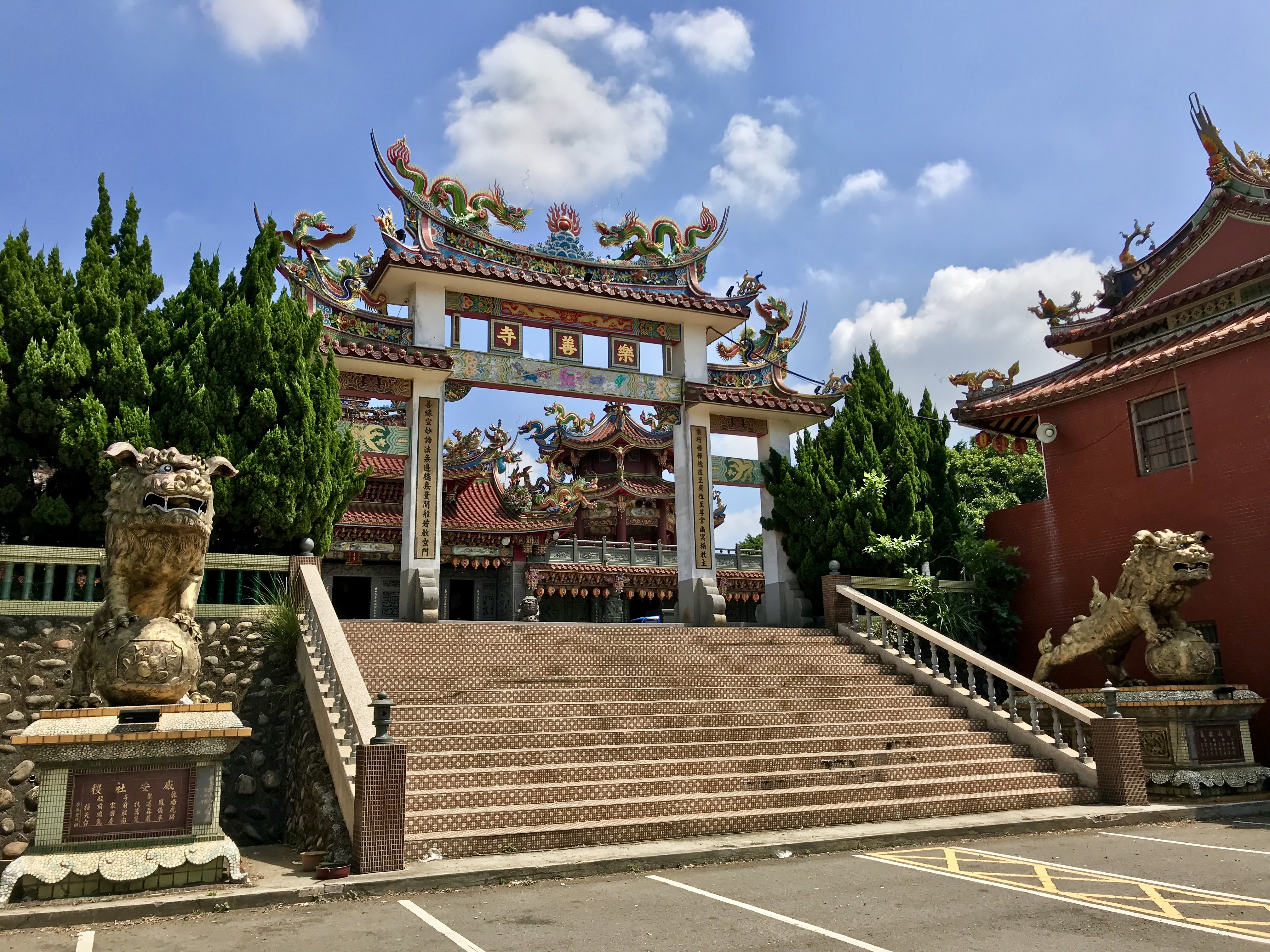
牌樓

1904年日本所繪的坪頂地圖就在水尾地區表明為墓區，廟稱為「水尾廟」。戰後時期寺址曾為龜山鄉樂善村水尾4號，後為樂善街206巷72號。寺方一度繳不出稅金，導致所擁有的墓地遭鄉公所接收代管，代管5年後，該寺支付稅金取回了三分之二的墓區自營，另三分之一的墓地仍由公所代管，稱為「樂善公墓」。但因地界不明，兩方墓地混用，導致蒙受很大損失的寺方曾想收回3公頃的墳地。1995年11月15日，龜山鄉長曾忠義宣告，已由住都局報請內政部，將35公頃的樂善公墓變為商業區，納入林口新市鎮開發。
過去交通不便，影響樂善、牛角坡地區居民和信眾、香客進香。後廟方出面洽購私有地，再無償撥交鄉公所開路，興建取為「樂善寺路」的聯外道路，2007年10月29日完工通車。鄉公所特別邀請百歲人瑞吳陳桂、陳阿枝步行。
桃園國際機場捷運規劃時，寺方2甲土地被徵收作為桃園機場捷運A7站。該捷運站後取名為「體育大學站」。

## 外部連結
- 官方网站